# 博纳尔卡多
博纳尔卡多（義大利語：Bonarcado），是意大利奥里斯塔诺省的一个市镇。总面积28.54平方公里，人口1637人，人口密度57.4人/平方公里（2009年）。ISTAT代码为095015。